# لیگ دسته اول فوتبال ارمنستان ۲۰۰۲
فصل ۲۰۰۲ دوازدهمین فصل لیگ دسته اول فوتبال ارمنستان می‌باشد که در ۲۵ آوریل آغاز شد و در ۱۷ نوامبر به پایان رسید. باشگاه فوتبال آرماویر| از آرماویر قهرمان لیگ شد، و به لیگ برتر فوتبال ارمنستان ۲۰۰۳ صعود کرد.

## نمای کلی
- باشگاه‌های تازه‌تاسیس لوکوموتیو ایروان، دینامو یغوارد، نورک ماراش، پیونیک-۳، لرناین آرتساخ-۲، اسپارتاک-۲ ایروان، شیراک-۲، میکا-۲، و دینامو ۲۰۰۰-۲ به لیگ معرفی شدند.
- باشگاه فوتبال آراکس آرارات، باشگاه فوتبال آرپا، باشگاه فوتبال کیلیکیا، و باشگاه فوتبال وانادزور به فوتبال حرفه‌ای بازگشتند.
- کارمراخیت نام خویش را به باشگاه فوتبال آرماویر بازگرداند.

## باشگاه‌های شرکت‌کننده
| باشگاه                         | موقعیت    | ورزشگاه                      | گنجایش |
| ------------------------------ | --------- | ---------------------------- | ------ |
| باشگاه فوتبال کیلیکیا          | ایروان    | ورزشگاه هرازدان              | ۵۴٬۲۰۸ |
| فیما ایروان                    | ایروان    |                              |        |
| باشگاه فوتبال پیونیک           | ایروان    | ورزشگاه پیونیک               | ۷۸۰    |
| باشگاه فوتبال پیونیک           | ایروان    | ورزشگاه پیونیک               | ۷۸۰    |
| باشگاه فوتبال لرناین آرتساخ    | ایروان    |                              |        |
| باشگاه فوتبال میکا             | آشتاراک   | ورزشگاه کاساغی مارزیک        | ۳٬۶۰۰  |
| باشگاه فوتبال دینامو یغوارد    | یغوارد    | ورزشگاه شهر یغوارد           | ۵۰۰    |
| باشگاه فوتبال لوکوموتیو ایروان | ایروان    |                              |        |
| باشگاه فوتبال آرماویر          | آرماویر   | ورزشکاه آکادمی فوتبال آرماور | ۴٬۰۰۰  |
| باشگاه فوتبال آراکس آرارات     | آرارات    | ورزشگاه آیگ                  | ۱٬۲۸۰  |
| باشگاه فوتبال شیراک            | گیومری    | ورزشگاه شهر گیومری           | ۲٬۸۴۴  |
| باشگاه فوتبال وانادزور         | وانادزور  | ورزشگاه لوری                 | ۴٬۰۰۰  |
| باشگاه فوتبال نورک ماراش       | ایروان    |                              |        |
| باشگاه فوتبال اسپارتاک ایروان  | ایروان    |                              |        |
| باشگاه فوتبال اولیس            | ایروان    |                              |        |
| باشگاه فوتبال آرپا             | یغگنادزور | ورزشگاه شهر یغگنادزور        | ۳۰۰    |

## جدول لیگ
| رتبه | تیم                            | بازی | برد | مساوی | باخت | گل زده | گل خورده | گل تفاضل | امتیاز | صعود                                                                                              |
| ---- | ------------------------------ | ---- | --- | ----- | ---- | ------ | -------- | -------- | ------ | ------------------------------------------------------------------------------------------------- |
| ۱    | باشگاه فوتبال آرماویر          | ۳۰   | ۲۵  | ۴     | ۱    | ۹۶     | ۱۸       | ۷۸+      | ۷۹     | قهرمانی، صعود به لیگ برتر فوتبال ارمنستان ۲۰۰۳                                                    |
| ۲    | باشگاه فوتبال آراکس آرارات     | ۳۰   | ۲۵  | ۲     | ۳    | ۸۵     | ۱۸       | ۶۷+      | ۷۷     |                                                                                                   |
| ۳    | باشگاه فوتبال کیلیکیا          | ۳۰   | ۲۲  | ۷     | ۱    | ۹۴     | ۱۳       | ۸۱+      | ۷۳     |                                                                                                   |
| ۴    | باشگاه فوتبال آرپا             | ۳۰   | ۲۳  | ۳     | ۴    | ۸۵     | ۲۵       | ۶۰+      | ۷۲     |                                                                                                   |
| ۵    | باشگاه فوتبال پیونیک           | ۳۰   | ۲۰  | ۳     | ۷    | ۷۹     | ۲۷       | ۵۲+      | ۶۳     |                                                                                                   |
| ۶    | باشگاه فوتبال پیونیک           | ۳۰   | ۱۵  | ۷     | ۸    | ۷۰     | ۳۲       | ۳۸+      | ۵۲     |                                                                                                   |
| ۷    | باشگاه فوتبال لرناین آرتساخ    | ۳۰   | ۱۳  | ۶     | ۱۱   | ۴۱     | ۳۹       | ۲+       | ۴۵     |                                                                                                   |
| ۸    | باشگاه فوتبال اورارتو          | ۳۰   | ۱۳  | ۴     | ۱۳   | ۶۰     | ۴۹       | ۱۱+      | ۴۳     |                                                                                                   |
| ۹    | باشگاه فوتبال لوکوموتیو ایروان | ۳۰   | ۱۰  | ۴     | ۱۶   | ۴۲     | ۷۸       | ۳۶−      | ۳۴     |                                                                                                   |
| ۱۰   | باشگاه فوتبال شیراک            | ۳۰   | ۹   | ۳     | ۱۸   | ۴۳     | ۶۳       | ۲۰−      | ۳۰     |                                                                                                   |
| ۱۱   | باشگاه فوتبال وانادزور         | ۳۰   | ۷   | ۶     | ۱۷   | ۳۶     | ۴۹       | ۱۳−      | ۲۷     |                                                                                                   |
| ۱۲   | باشگاه فوتبال نورک ماراش       | ۳۰   | ۵   | ۴     | ۲۱   | ۲۶     | ۹۹       | ۷۳−      | ۱۹     |                                                                                                   |
| ۱۳   | فیما ایروان                    | ۳۰   | ۵   | ۳     | ۲۲   | ۲۹     | ۸۹       | ۶۰−      | ۱۸     |                                                                                                   |
| ۱۴   | باشگاه فوتبال دینامو یغوارد    | ۳۰   | ۴   | ۴     | ۲۲   | ۲۶     | ۱۱۴      | ۸۸−      | ۱۶     |                                                                                                   |
| ۱۵   | باشگاه فوتبال میکا             | ۳۰   | ۶   | ۳     | ۲۱   | ۲۱     | ۷۰       | ۴۹−      | ۲۱     | کناره‌گیری در میانه فصل. بازی‌های انجام نشده مقابل تیم‌های حریف با نتیجه ۰-۳ به سودشان به پایان رسید |
| ۱۶   | باشگاه فوتبال اولیس            | ۳۰   | ۴   | ۳     | ۲۳   | ۲۰     | ۷۰       | ۵۰−      | ۱۵     | کناره‌گیری در میانه فصل. بازی‌های انجام نشده مقابل تیم‌های حریف با نتیجه ۰-۳ به سودشان به پایان رسید |
| ۱۷   | باشگاه فوتبال دینامو ایروان    | ۰    | -   | -     | -    | -      | -        | —        | ۰      | کناره‌گیری پیش از شروع فصل.                                                                        |
| ۱۸   | باشگاه فوتبال کاساخ            | ۰    | -   | -     | -    | -      | -        | —        | ۰      | کناره‌گیری پیش از شروع فصل.                                                                        |
| ۱۹   | باشگاه فوتبال آراگاتس          | ۰    | -   | -     | -    | -      | -        | —        | ۰      | کناره‌گیری پیش از شروع فصل.                                                                        |

## گلزنان برتر
|   | بازیکن             | تیم          | گل‌ها |
| - | ------------------ | ------------ | ---- |
| ۱ | هاروتیون وارطانیان | آرپا         | ۳۱   |
| ۲ | کارن آساطریان      | آراکس آرارات | ۲۹   |
| ۳ | ساموئل بارویان     | آرماویر      | ۲۵   |
| ۴ | آرا هوهانیسیان     | اسپارتاک-۲   | ۲۳   |
| ۵ | آلن موُسیسیان       | آرماویر      | ۲۱   |